# Диблих
Диблих (њем. Dieblich) општина је у њемачкој савезној држави Рајна-Палатинат. Једно је од 86 општинских средишта округа Мајен-Кобленц. Према процјени из 2010. у општини је живјело 2.385 становника. Посједује регионалну шифру (AGS) 7137207.

## Географски и демографски подаци
Диблих се налази у савезној држави Рајна-Палатинат у округу Мајен-Кобленц. Општина се налази на надморској висини од 72 метра. Површина општине износи 17,7 km². У самом мјесту је, према процјени из 2010. године, живјело 2.385 становника. Просјечна густина становништва износи 135 становника/km².

## Међународна сарадња
| Мјесто | Држава    | Врста сарадње | Од    |
| ------ | --------- | ------------- | ----- |
|        | Француска | партнерство   | 1983. |
| Извор  |           |               |       |